# 柳沢きみお
柳沢 きみお（やなぎさわ きみお、本名：柳澤 公夫〈読み方は同じ〉、1948年9月26日 - ）は、日本の漫画家。新潟県五泉市出身。代表作に『翔んだカップル』『特命係長 只野仁』など。

## 来歴
新潟県五泉市の資産家の家庭に生まれ、小学校の低学年の頃より漫画家を目指す。新潟県立村松高等学校卒業、和光大学人文学部芸術学科を中退。1970年に「週刊少年ジャンプ」第51号（12月14日号）掲載『ズンバラビン』でデビュー。とりいかずよしのアシスタントを務めたのち、1972年、『負けるな紀三郎』で第4回手塚賞佳作を受賞（「週刊少年ジャンプ」1973年第1号（1月1日号）掲載、ここまで柳沢公夫名義）。 翌1973年より1975年まで「週刊少年ジャンプ」で『女だらけ』を、1975年12月より1976年4月まで『温泉ボーイ』を連載。
その後はフリーランスになり、『温泉ボーイ』が終了した翌月の1976年5月から「週刊少年チャンピオン」で『月とスッポン』を連載開始。さらに1977年から『すくらんぶるエッグ』（「週刊少年キング」）と『ミニぱと』（「月刊少年チャンピオン」）を連載。ここまではとりいかずよしの延長線上にある、美少女と冴えない少年の青春ギャグ漫画が基本的な作風だったが、1978年からリアルな青春描写を取り入れた『翔んだカップル』（「週刊少年マガジン」）を連載開始。映画化、テレビドラマ化もされる大ヒットとなり、ラブコメ漫画家として人気を得る。ピーク時は週刊少年誌3誌と月刊少年誌1誌で連載を持った。
『翔んだカップル』以降は絵柄が大きく変化し、青年誌や男性週刊誌を中心に活動。『妻をめとらば』『男の自画像』『DINO』『100％』などがヒットする。1990年より連載のエッセイ的漫画『大市民』シリーズは複数の雑誌をまたいだロングランとなった。1998年には「週刊現代」で『特命係長 只野仁』を連載。映画・ドラマ化された。
2011年には自身の漫画家人生を振り返る自伝『なんだかなァ人生』を出版。
青年誌へ移ってからは、中年世代のミッドライフ・クライシスを描きつつもエンタテインメントに徹した作風だが、嗜好としては情念や哀愁を伴うペーソスやユーモアを重視している。そのため、同業者ではつげ義春、ジョージ秋山、小林まことの三人を評価し、敬意を表している。
2022年、漫画家生活50周年記念として『柳沢きみお大全集』の電子書籍が配信開始。

## 作品リスト

### 単行本
- 女だらけ (1973年 連載)
- すみこみ学園 (1975年 連載)
- 温泉ボーイ (1976年 連載)
- 月とスッポン (1976年 連載)
- 夕やけ団地 (1976年 連載)
- ぼくちゃん先生 (1976年 連載)
- ビー玉社長 (1977年 連載)
- すくらんぶるエッグ (1977年 連載)
- ミニぱと (1977年 連載)
- 翔んだカップル (1978年 連載)
  - 新・翔んだカップル (1983年 連載)
  - 続・翔んだカップル (1986年 書き下ろし)
  - 翔んだカップル21 (2001年 連載)
- ウエルカム (1979年 短編集)
- Good Girl (1980年 連載)
- 電気ショック第1号 (1980年 短編集)
- これで兄妹 (1981年 短編集)
- 薔薇美少女 (1981年 連載)
- 羽なしティンカー・ベル (1981年 連載)
- 朱に赤 (1981年 連載)
- 正平記 (1982年 連載)
- 瑠璃色ゼネレーション (1982年 連載)
- あ！MYみかん (1982年 連載)
- D-Boy (1982年 短編集)
- スーパーレディ (1983年 連載)
- SEWING (1983年 連載)
- 愛人 (1983年 連載)
- Bのアルバム (1984年 連載)
- スターズ (1985年 連載)
- ボーイズライフ (1985年 連載)
- 未望人 (1986年 連載)
- 男の自画像 (1986年 連載)
- 妻をめとらば (1986年 連載)
- 俺にはオレの唄がある (1986年 連載)
- 原宿天鵞絨館 (1986年 短編集)
- 東京千夜一夜 (1987年 連載)
- 寝物語 (1987年 連載)
  - 夜物語(新・寝物語) (1991年 連載)
- 青き炎 (1987年 連載)
- 100% (1988年 連載)
- 俺にもくれ (1989年 連載)
- 流行唄 (1991年 連載)
- DINO (1991年 連載)
- 大市民 (1991年 連載)
  - 大市民・番外編CLASSIC GARAGE (1994年 連載)
  - 大市民Ⅱ (1996年 連載)
  - THE大市民 (2002年 連載)
  - 大市民日記 (2005年 連載)
  - 大市民語録 (2007年 連載)
  - THE大絶叫市民 (2010年 連載)
  - 大市民 最終章 (2015年 書き下ろし)
  - 終活人生論 大市民晩歌 (2016年 連載)
  - 大市民 がん闘病記（2025年 連載）
- 夢の国 (1992年 連載)
- 形式結婚 (1992年 連載)
- MISOJI (1992年 連載)
  - 三十路 (1993年 連載)
- 夜の街 (1993年 連載)
- 七百三十夜 (1993年 連載)
- ふしだらなフェイス (1993年 連載)
- 魔天使 小夜子 (1994年 連載)
- 東京BJ (1994年 連載)
- おいしい水 (1994年 連載)
- GYM (1995年 連載)
  - 烈拳(GYM part2) (1996年 連載)
- マルチェロ (1995年 連載)
- 次男物語 (1996年 連載)
- 色男色女 (1996年 連載)
- 悪の華 (1996年 連載)
  - 闇華(続・悪の華) (2002年？ 連載)
- 鈍色の坂 (1998年 連載)
- 平成羽衣伝説 (1998年 連載)
- 特命係長 只野仁 (1998年 連載)
  - 新・特命係長 只野仁 (2001年 連載)
  - 特命係長 只野仁 ファイナル (2007年 連載)
  - 特命係長 只野仁 ルーキー編 (2009年 連載)
  - 特命係長 只野仁 大人味 (2019年 連載)
- 乱造斎おんな絵日記 (1998年 連載)
- ハレム参宮橋 (1998年 連載)
- 妖しい花 (1998年？ 連載)
- SHOP自分 (1999年 連載)
- 極棒兄弟 (1999年 連載)
- 夜の紳士 (1999年 連載)
- 自分が好き (1999年？ 連載)
- 極悪貧乏人 (2000年 連載)
- 真夜中のジャズマン (2000年 連載)
- 市民ポリス69 (2001年 連載)
- 大好き愛せない (2003年？ 連載)
- 謝肉祭(カーニバル) (2004年 連載)
- 夜に蠢く (2004年 連載)
  - 続・夜に蠢く (2010年？ 連載)
- 特命女子アナ 並野容子 (2008年 連載)
- いろいろな色々 (2008年 連載)
- KOUSHOKUダンディ (2012年 連載)
- 六本木ブラッククロス (2014年 連載) 作画：モリヨウスケ
- 新訳 罪と罰 (2019年 連載)

### エッセイ集
- マンガの方法論 おれ流 柳沢的マンガの創り方（2010年、朝日新聞出版） ISBN 9784022140524
- なんだかなァ人生（2011年、新潮社） ISBN 4103316713

### アンソロジー
- 自分史 (1995年) 長編漫画からの抜粋、作品データ、コメント
- 柳沢きみお大全集 (2022年) 漫画、エッセイ、各巻にまえがき ※電子書籍のみ

### CM
- NTT-BJ・タウンページTVCM『病院・医院編』（2010年） - 石原良純とのコラボアニメCM

## 師匠
- とりいかずよし

## アシスタント
- 村生ミオ
- 小多魔若史